# 森乃ひよこ
森乃 ひよこ（もりの ひよこ、1983年4月26日 - ）は、日本の元AV女優。
山形県出身。
血液型：、身長：161cm 、スリーサイズ：B82・W59・H87。

## 作品

### アダルトビデオ
- 私的狂熱女01 中里ゆうな・森乃ひよこ（2002年11月20日、クロスフィールド）共演:中里ゆうな（中里優奈）
- ねこねこ狂詩曲（2002年11月20日、クロスフィールド）他出演:長瀬愛、小林里実、由月理帆
- チンポを見たがる女たち 1 学校編（2003年1月1日、MOODYZ）共演:桃井なつみ、西村あみ、松雪あや、中谷実花、高木優奈
- お尻製作所（2003年3月6日、ナチュラルハイ）共演:一条愛美、月咲舞
- 凌辱女子校生（2003年3月28日、aini（ピエロ））共演:月咲舞
- 暴走 AV撮影現場（2003年4月19日、アイエナジー）
- 放課後の果実（2003年4月21日、h.m.p）共演:内田彩、澤村美旺、月咲舞
- バッキービジュアル 露出バカ一代 1 〜号泣!豪泣!恥辱環境に泣き叫ぶ女の巻〜（2003年5月2日、バッキービジュアル）オムニバス作品
- 全編撮り下ろし 強制120分スペクタクル（2003年5月4日、アイエナジー）他出演:堤さやか、早川優香、渡部葵、西村あみ、早水恋、相沢夢、河野未来、白石亜梨沙
- 全編撮り下ろし 凌辱8人120分斬り（2003年5月17日、アイエナジー）他出演:萩原さやか、西村あみ、速水恋、玉木みちる、渡部葵、笠木忍、白石亜梨沙
- 女子校生レズ（2003年5月23日、aini（ピエロ））共演:月咲舞
- 恥辱の家庭教師4（2003年5月30日、シネマジック）
- チンポを見たがる女たち 5 修学旅行編（2003年6月1日、MOODYZ）共演:桃井なつみ、月咲舞、大城ありす、高梨京香 他
- Do You Wanna Fuck?SISTA!2（2003年6月1日、MOODYZ）共演:臼井利奈、須江なつみ
- 女子校生 れず 先輩と私 51 （2003年6月1日、U&K）共演:岬じゅん
- 全編撮り下ろし 未公開120分9人斬り（2003年6月5日、アイエナジー）他8名出演
- 全編撮り下ろし 未公開120分デラックス（2003年6月20日、アイエナジー）他出演:萩原さやか、玉木みちる、早川優香、速水恋、河野未来、白石亜梨紗
- レズビアンストーリー06 熱意（2003年8月8日、アウダースジャパン）共演:桜井ルル、岩下美季、筒見友
- STREET 2 PREMIUM GIRL!!（2003年8月8日、アイデアポケット）他出演:持月真由、月島のあ
- 女子校生部活日誌 EPISODE.2 陸上部編（2003年8月25日、ホットエンターテイメント）共演:瀬戸沙里奈、永井友里、望月あやの、伊沢愛里
- どっちがエロいでSHOW!? （2003年9月5日、レイジングカンパニー）共演:西村あみ 他
- レズキスロマンス 〜戸惑い、芽生え、そして愛〜（2003年12月1日、MOODYZ）共演:橘未稀、三上翔子 ※引退作
- スジです!II もっといじくろう!!（2003年12月26日、HRC）他出演:加山由衣、藍山みなみ、浜田凛、麗奈
- 恥辱の家庭教師2（2004年2月27日、シネマジック）他出演:佐々木空
- 女だらけのLOVEレズKISS（2004年11月15日、MOODYZ）共演:三上翔子 他多数出演

他